# مكاو عسكري
ببغاء الآراء العسكري أو ببغاء العسكري (الاسم العلمي Ara militaris) هو نوع ينتمي إلى فصيلة الببغاء الحقيقي حجمة بين الكبير والمتوسط، بالرغم من كونها من الأنواع التي تعتبر مهددة بالانقراض مع ذلك يتم المتجارة بها، يوجد ببغاء العسكري في المكسيك وأمريكا الجنوبية،
يعيش في الغابات الرطبة والبعض منه يعيش فيي المرتفعات الجبلية التي يزيد ارتفاعها عن 2500 م.
وسُمي بالعسكري بسبب ريشه الأخضر الذي يشبه الأزياء العسكرية.

## معرض صور

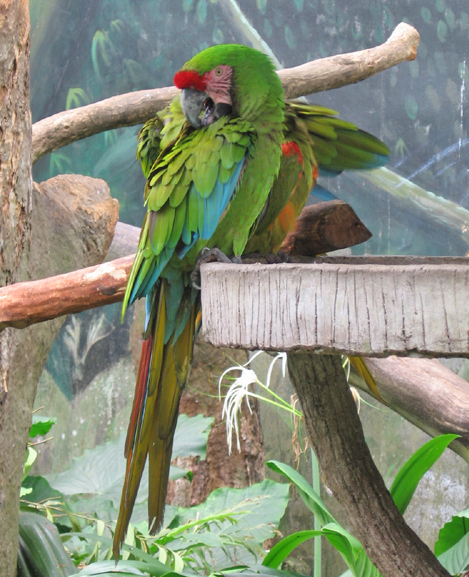
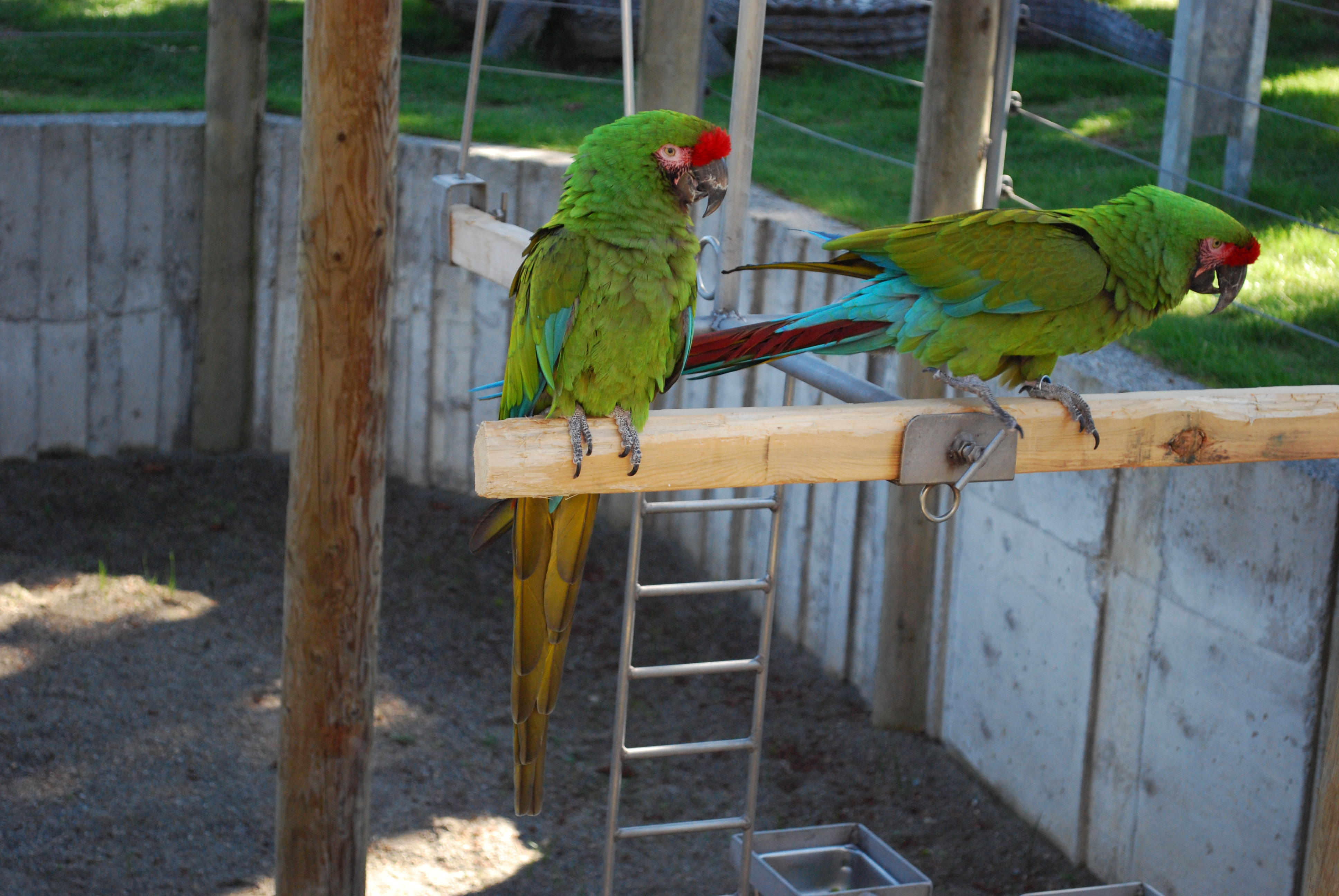
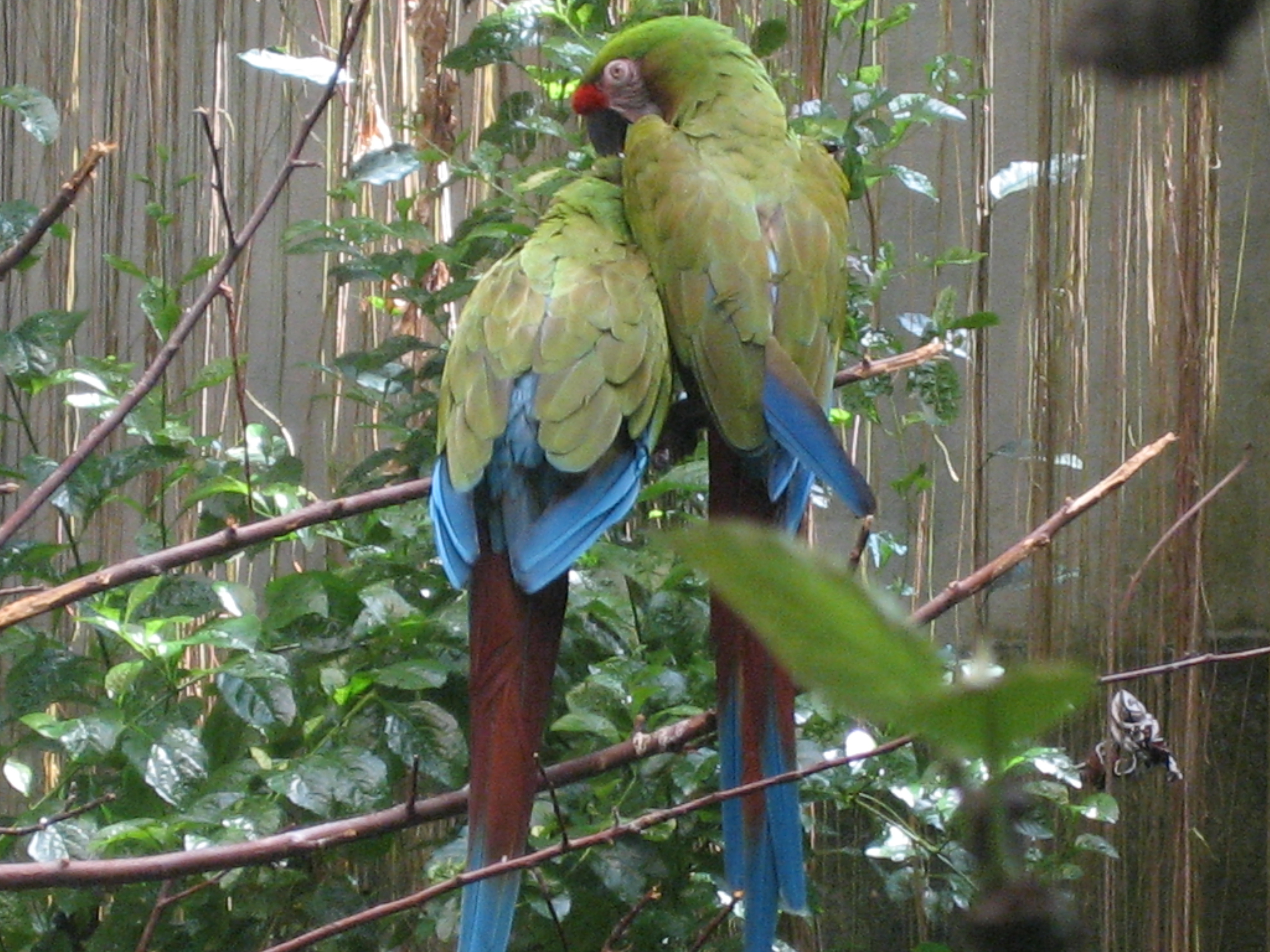
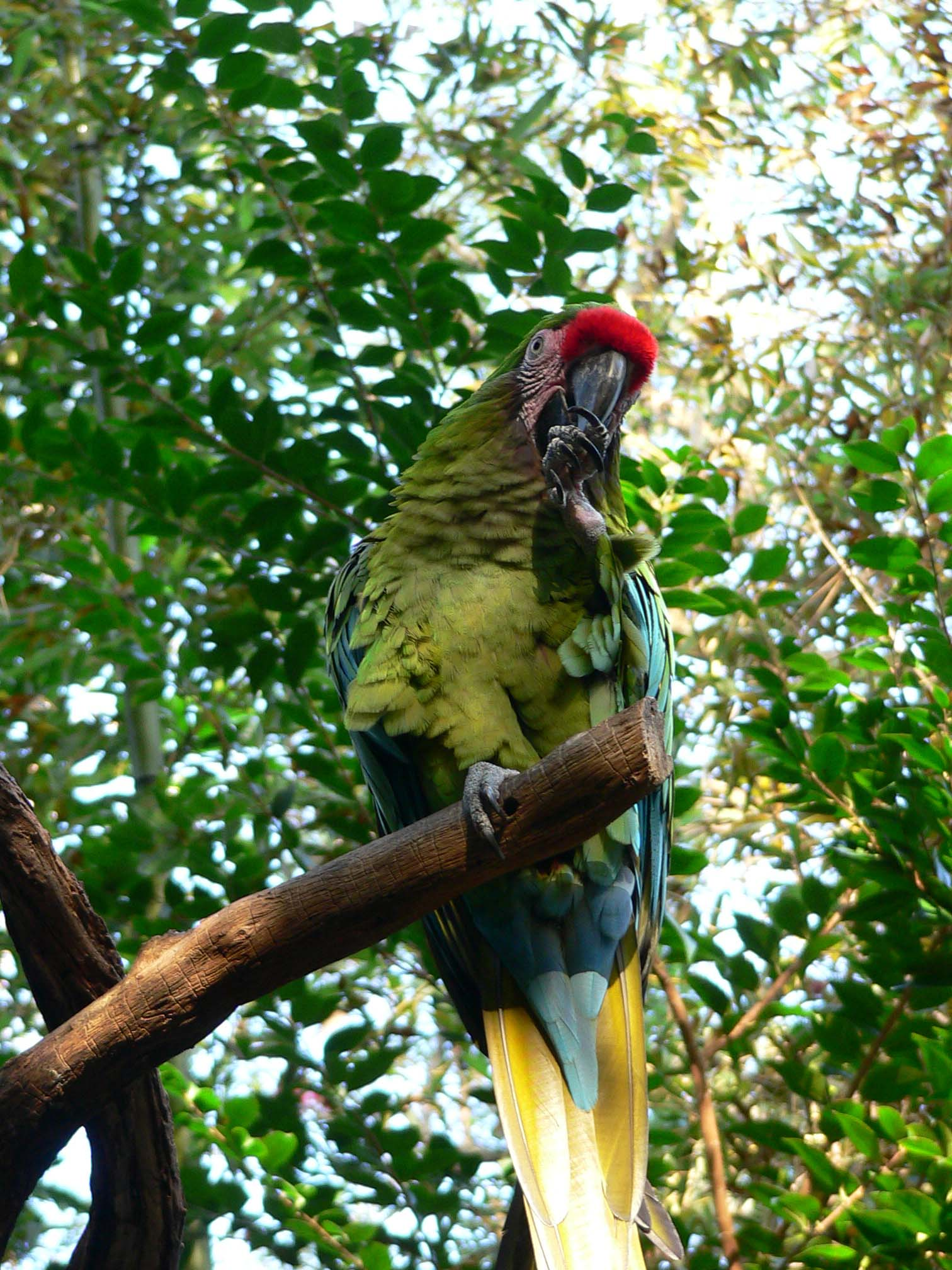
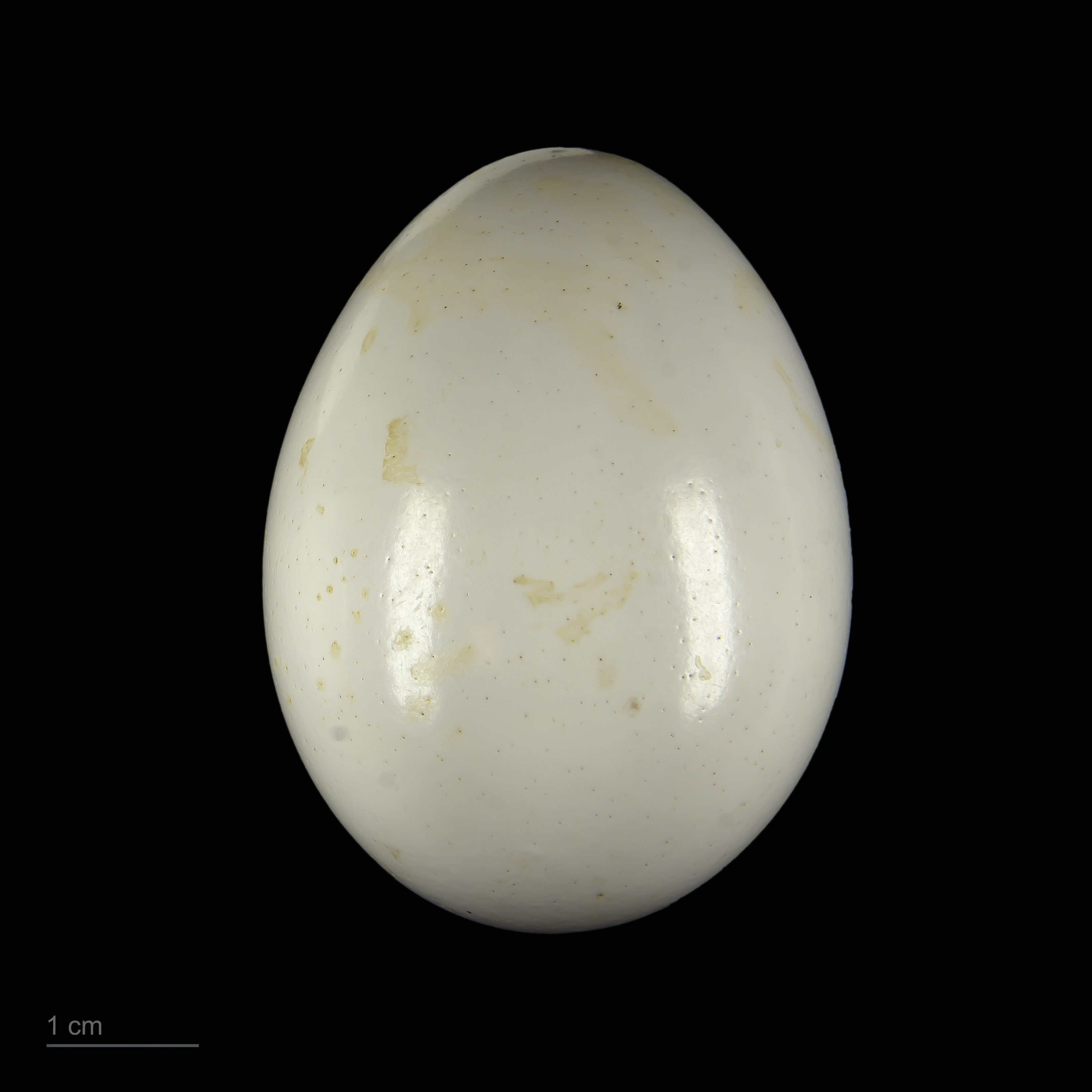
Museum specimen